# Yuhei Otsuki
Yuhei Otsuki (大槻 優平 Otsuki Yuhei?), född 6 maj 1988 i Kyoto prefektur, är en japansk fotbollsspelare.
Otsuki började sin karriär 2012 i Zweigen Kanazawa. Han spelade 124 ligamatcher för klubben. Han avslutade karriären 2017.